# Heinrich Fiedler
Heinrich Fiedler (ur. 10 lutego 1833 r. w Nysie, zm. 22 stycznia 1899 r. we Wrocławiu) – niemiecki nauczyciel, działacz społeczny.

## Życiorys
Urodzony 10 lutego 1833 r. w Nysie. Uczył się w rodzinnym mieście, potem studiował nauki przyrodnicze i matematykę na Uniwersytecie Wrocławskim i po studiach związał się na stałe z tym miastem. Wkrótce po studiach uzyskał certyfikat uprawniający do bycia nauczycielem licealnym. Pasjonował się mineralogią i od 1855 r. pracował hobbystycznie w muzeum mineralogicznym uniwersytetu jako kustosz. Widząc brak dobrych szkół technicznych we Wrocławiu, został założycielem Królewskiej Szkoły Rzemiosł we Wrocławiu. Od 1875 r. przez kilka lat zasiadał w radzie miejskiej, pracując w komisji zajmującej się szkolnictwemA. ngażował się w także w pracę pedagoga i działacza społecznego, brał udział m.in. w konferencji grudniowej (1891 r.), na której opracowano reformę niemieckiego szkolnictwa średniego. W tym samym roku został mianowany członkiem Stałej Komisji ds. Edukacji Technicznej. Zmarł 22 stycznia 1899 roku.
Przed wojną był patronem ulicy na wrocławskim Ołbinie, obecnie noszącej nazwę ul. Ukrytej.